# Interpretandum
Der Begriff Interpretandum stammt aus dem Lateinischen und ist die Gerundiv-Form von interpretare (= interpretieren), bedeutet damit wörtlich „zu Vermittelndes“. Ein Interpretandum ist also das einer Interpretation Vorausgehende: das, was interpretiert werden soll.
Dies bedeutet nicht notwendigerweise, dass ein Interpretandum auch immer interpretiert wird oder interpretiert werden kann, sondern lediglich, dass es für eine Interpretation vorgesehen ist. Auch kann etwas, das ursprünglich nicht für eine Interpretation vorgesehen war, interpretiert und damit von der interpretierenden (oder einen Interpretationsversuch unternehmenden) Person (= dem Interpreten) zum Interpretandum gemacht werden. Im Übrigen lässt sich jeder Dialog als Aufeinanderfolge von Interpretanden und Interpretationen auffassen (s. Verständigung). 
Da prinzipiell fast alles (zum Beispiel Äußerung, Text, Musikstück, Kunstwerk, Gegenstand, Messergebnis) interpretiert werden kann, bezeichnet der Begriff „Interpretandum“ etwas Omnipräsentes, Allgegenwärtiges, das nicht explizit benannt zu werden braucht. Dies dürfte auch der Grund sein, warum auf seine Verwendung im Alltag weitestgehend verzichtet werden kann, während sein Gegenstück (bzw. Oberbegriff, s. u.), die Interpretation, ein häufig verwendetes Fremdwort bzw. Lehnwort der deutschen Sprache darstellt. 
Überall, wo man der logischen Struktur einer Interpretation auf den Grund gehen will, kann es sinnvoll sein, das Interpretandum zu benennen, zu explizieren. Beispiele hierfür sind die Bereiche der Klärung und Erklärung, der Deutung und Bedeutung, des Lehrens und Lernens, des Verstehens und der Verständigung und als Wissenschaftsfelder Semiotik, Hermeneutik und Kommunikationstheorie im engeren Sinne, während im weiteren Sinne alle Wissenschaften Interpretationsprozesse beinhalten. 

## Sprache der Logik
In Abweichung von obigem Sprachgebrauch, in dem das Interpretandum der Interpretation als Antezedens vorausgeht, wird in der Sprache der Logik das Interpretandum als Teil der Interpretation (die damit begrifflich weiter gefasst ist) verstanden: Hier besteht eine Interpretation aus Interpretandum (zu Interpretierendes) und Interpretans (Interpretierendes), wie auch analog eine Erklärung aus Explanandum und Explanans besteht (vgl. auch DN-Modell), das heißt: 
Interpretandum  + Interpretans  = Interpretation. 